# 1598
1598 (MDXCVIII) je bilo navadno leto, ki se je po gregorijanskem koledarju začelo na četrtek, po 10 dni počasnejšem julijanskem koledarju pa na nedeljo.

## Dogodki
- Henrik IV. Burbonski izda nantski edikt.

## Rojstva
- 17. april - Giovanni Battista Riccioli, italijanski astronom, geograf († 1671)

## Smrti
- 20. november - Adam Bohorič, slovenski protestant, slovničar in šolnik (* okoli 1520)